# Hálózati réteg
A hálózati réteg (angolul: network layer) a számítógépes hálózatokat leíró hét rétegű OSI-modell 3. rétege. Az adatkapcsolati réteg felett és a szállítási réteg alatt helyezkedik el. Elsődleges feladata az adatkapcsolati réteg által elkészített keretek forrás- és célállomás közötti útvonal meghatározása, azaz a forgalomirányítás.

## Leírása
A hálózati réteg feladata a legjobb útvonal kiválasztása a hálózaton keresztül a csomagok továbbítására. A legfontosabb protokoll ebben a rétegben az IP. A legjobb útvonal kiválasztása és a csomagkapcsolás ebben a rétegben történik.
Ennek a rétegnek a feladata a hálózat két tetszőleges számítógépe közötti kommunikációs kapcsolat biztosítása. Ennek a rétegnek a szolgáltatásait használva a hálózatban két tetszőleges számítógép kapcsolatba léphet egymással – függetlenül attól, hogy azok valamilyen kábellel közvetlen kapcsolatban állnak-e egymással vagy sem. Feladata a hálózatba kapcsolt számítógépek egyedi azonosítójának (ún. címének) a biztosítása, valamint a hálózati csomagok útvonalának a kijelölése két tetszőleges számítógép között (például a hálózati topológia ismerete, vagy más információk alapján). 
Lehetnek adatfolyam-vezérlési feladatai is: ha valamelyik számítógép gyorsabban kapja a hálózati csomagokat, mint ahogy fel tudja őket dolgozni, akkor kérheti a csomagok küldőit, hogy lassabb ütemben küldjék a csomagjaikat. A TCP/IP protokollcsalád hálózati rétegben levő protokollját Internet Protokollnak nevezik. Az IP protokoll meghatározza a hálózatba kapcsolt számítógépek címének formátumát, valamint a hálózaton keresztül elküldött csomagok protokoll-információkkal való kiegészítésének módját (az IP például megköveteli, hogy minden elküldött csomagban benne legyen a csomag feladójának és címzettjének a címe, sőt azt is rögzíti, hogy a csomag hányadik bájtján kell ezeket a címzési információkat megadni). 
Az IP protokoll specifikál egy útvonal megválasztási módszert, amivel a csomagok eljuttathatók a címzettjükhöz, ha kell több közbenső csomóponton keresztül (a programozó nézőpontját jól tükrözi az „eljut” kifejezés, mivel valóban nem a programozónak kell megadnia azt, hogy a csomag milyen útvonalon jusson el a címzettjéhez; az Internet Protokoll majd talál egy megfelelő utat). Az útvonal kijelöléséhez az IP protokoll többféle segédprotokollt is használhat (ez az IP saját belügye), általában úgy, hogy egy helyi hálózaton belül megpróbálja megtalálni a csomag feladója és a címzettje közötti legrövidebb utat, míg nagy kiterjedésű hálózatokon megelégszik egy tetszőleges (nem feltétlenül optimális) út megtalálásával.
Egy IP-csomag protokoll-paramétere, a TTL, amely 0 és 255 közötti egész érték lehet. Minden csomag elküldésekor hozzá lesz rendelve egy kezdeti TTL érték (a csomagot feladó számítógép a saját stratégiája szerint rendelhet hozzá egy TTL értéket), és ahogyan a csomag a címzettje felé halad, minden egyes közbenső csomóponton (ún. routereken, valamint ilyen feladatokat ellátó számítógépeken) ez az érték eggyel csökkentve lesz, és ha egy csomag TTL értéke nullára csökken, akkor el lesz dobva. Emögött az a meggondolás van, hogy ha egy csomag sokáig bolyongana a hálózatban úgy, hogy nem találja meg a címzettjét, akkor se bolyongjon örökké (ha valakinek szüksége van rá, akkor az majd kérheti az eldobott csomag újraküldését).
Az IP csomagok telefonvonalon való átküldését az ún. SLIP protokoll szabályai szerint végzik, de a hálózati alkalmazásokat készítő programozónak nem kell azzal törődnie, hogy valahol IP-t vagy SLIP-et használnak a csomagok továbbítására.
Megjegyezzük, hogy a TCP/IP protokollcsalád IP protokollja nem biztosít megbízható adatátviteli csatornát az őt használó alkalmazásoknak (illetve a felette levő protokollrétegeknek), mivel az IP-csomagok útjuk során el is veszhetnek, illetve az is előfordulhat, hogy egy csomag két példányban érkezik meg a címzettjéhez, mert útközben egy router nem tudta eldönteni, hogy a csomagot merre küldje tovább a két vagy több lehetséges irány közül, így kétfelé is továbbküldte, és végül a csomag mindkét irányban elérte a címzettjét.

## Protokolljai
- IP
- ICMP
- ARP
- RARP